# Pergamaster
Genre
Pergamaster est un genre d'étoiles de mer de la famille des Goniasteridae.

## Systématique
Le genre Pergamaster a été créé en 1920 par le zoologiste français René Koehler (1860-1931),.

## Liste d'espèces
Selon World Register of Marine Species (13 janvier 2019) :
- Pergamaster incertus (Bell, 1908) -- Antarctique
- Pergamaster triseriatus H.E.S. Clark, 1963 -- Antarctique
- Pergamaster ultra Mah, 2018 -- Océan Indien

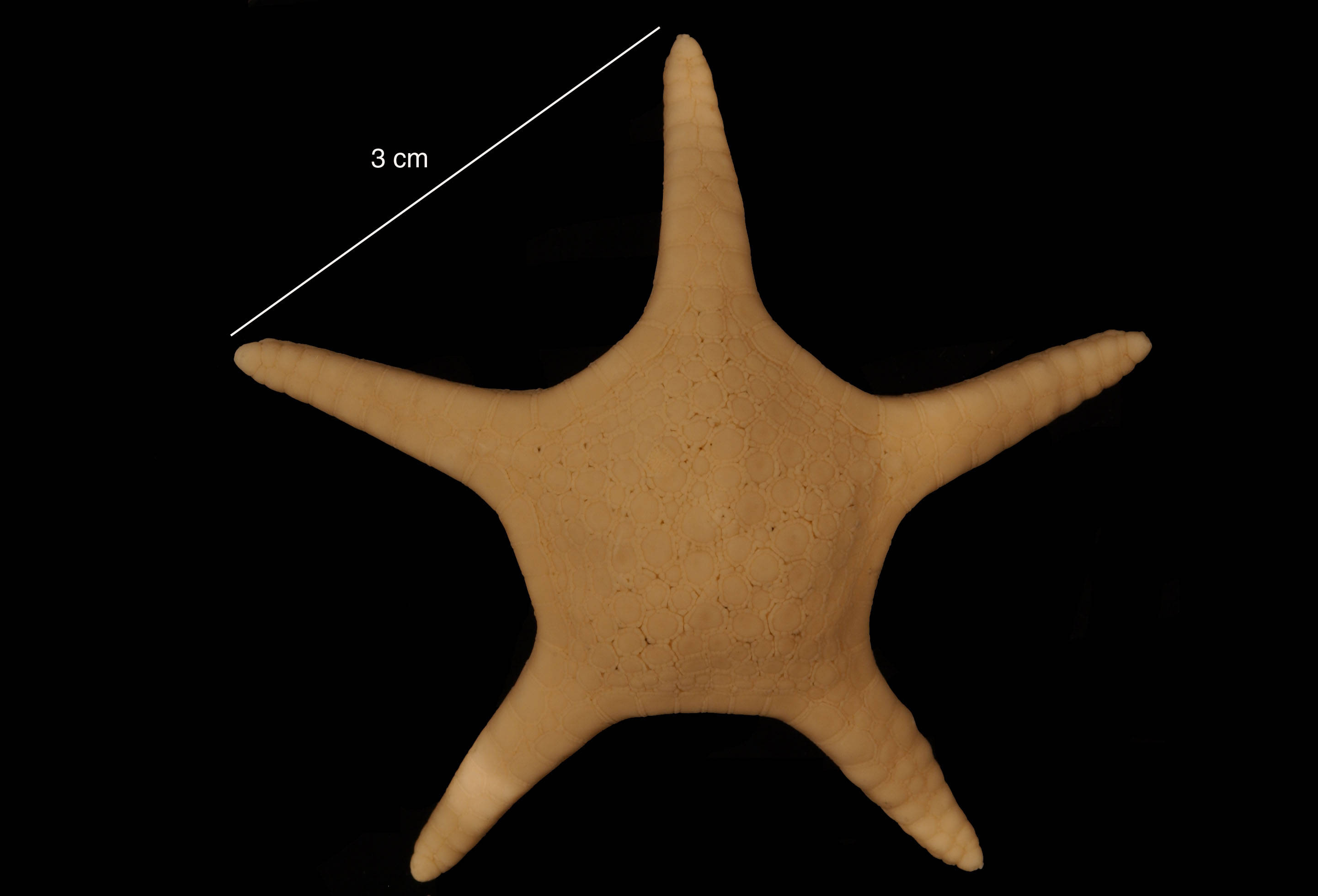
Pergamaster incertus.
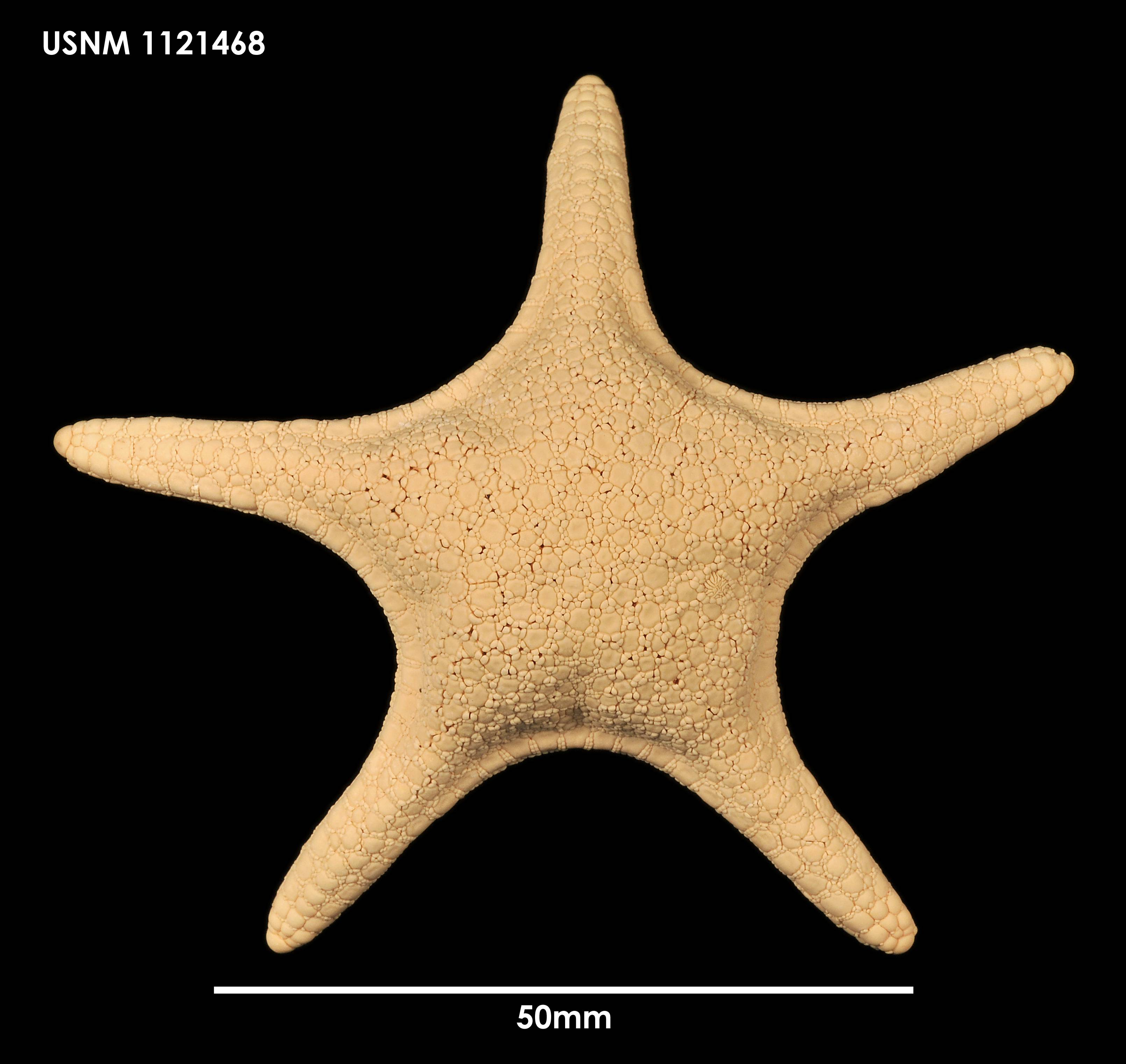
Pergamaster triseriatus.
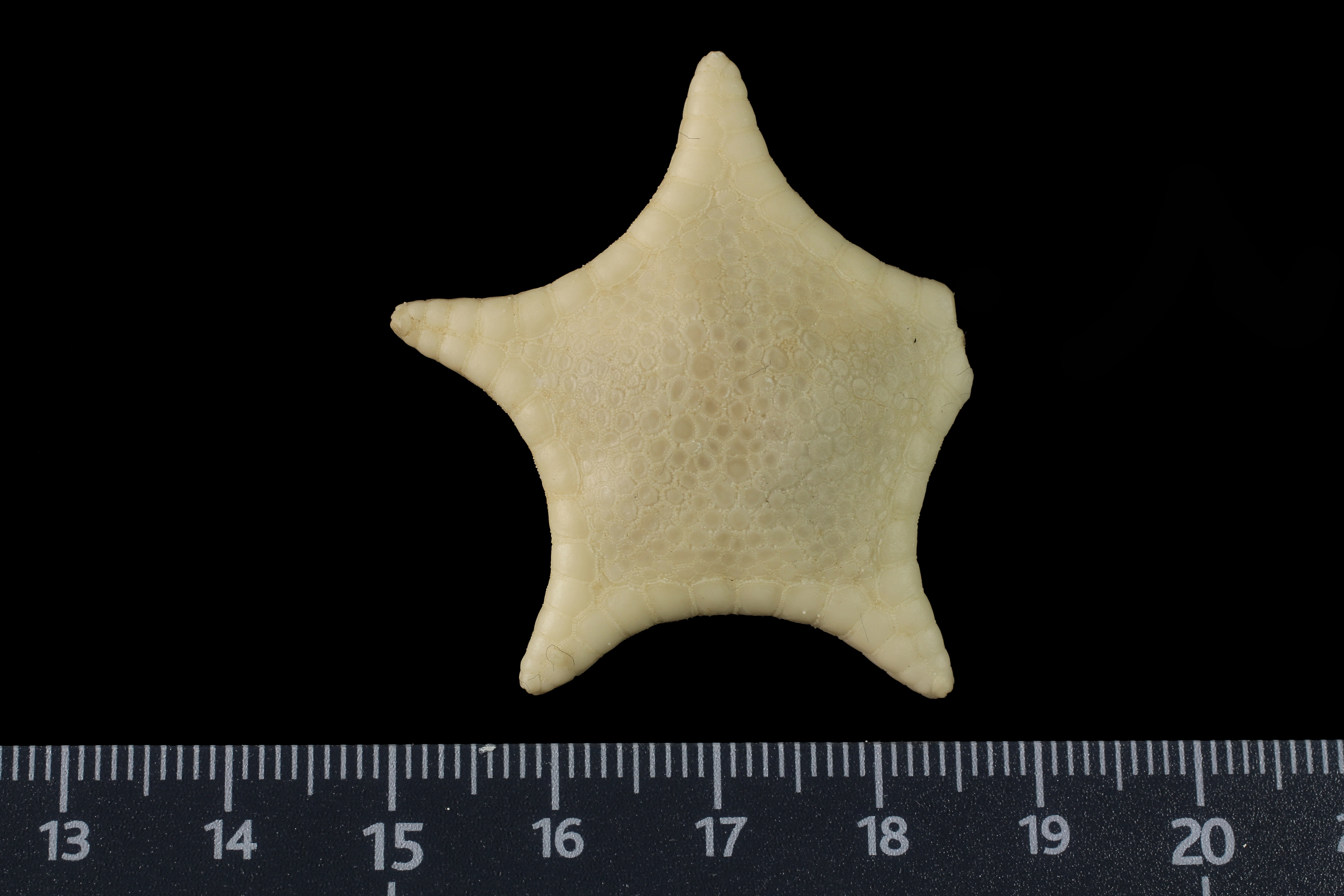
Pergamaster ultra.

## Publication originale
- René Koehler, Echinodermata asteroidea, Sydney, Inconnu, 1920, 408 p. (OCLC 25602078, DOI 10.5962/BHL.TITLE.85380, lire en ligne).